# Jesús María Rodríguez Orrantia
Jesús María Rodríguez Orrantia, Txema, (Galdames, 7 de mayo de 1948)  es un expolítico español miembro del Partido Socialista de Euskadi-Euskadiko Ezkerra (PSE-EE). Ha sido senador en las Cortes Generales y alcalde de Baracaldo. Presidió el PSE-EE vizcaíno durante veinte años.

## Biografía
Aunque Txema Rodríguez Orrantia nació Galdames, nada más nacer su familia se trasladó  a Baracaldo. Con ocho años quedó huérfano de padre.
Trabajó de maestro industrial electricista en Altos Hornos de Vizcaya.

## Trayectoria política

### Clandestinidad
Al poco tiempo de entrar en Altos Hornos, en 1966, empezó a militar en la organización socialista clandestina donde coincidió con Nicolás Redondo Urbieta y Eduardo López Albizu. Más tarde acudió al Congreso de la Federación Nacional de Juventudes Socialistas celebrado en París en enero de 1973 en representación de la federación de Vizcaya.

### Ayuntamiento de Baracaldo
En 1980 entró en el Ayuntamiento de Baracaldo substituyendo a un concejal y más tarde fue elegido candidato a la alcaldía para los siguientes comicios por el Partido Socialista de Euskadi.
En las elecciones municipales de 1983 de Baracaldo el PSE obtuvo once concejales, cuatro más que los anteriores comicios, y Rodríguez Orrantia fue investido alcalde por mayoría simple el 23 de mayo de 1983, sustituyendo así a Josu Sagastagoitia, del Partido Nacionalista Vasco.
Al igual que en la anterior legislatura, en esta se mantuvo el consenso y la colaboración entre todas las fuerzas políticas representadas en la Comisión Municipal Permanente.
En las elecciones municipales de 1987, el PSE obtuvo el 27,79% de los votos, perdiendo dos concejales. Aun así logró mantenerse como primera fuerza debido a que el PNV perdió cuatro concejales.
En esta legislatura el consenso y la colaboración de los dos ciclos anteriores desapareció. Los socialistas conformaron una Comisión de Gobierno unicolor y la tensión entre los nacionalistas vascos y su escisión, Eusko Alkartasuna, era latente. En este contexto, los presupuestos tuvieron que ser prorrogados en más de una ocasión por falta de acuerdos.
A la vez que fue alcalde, también fue juntero por Las Encartaciones en las Juntas Generales de Vizcaya. Fue elegido en las elecciones de 1983 y de 1987. Después de haber sido elegido miembro del Parlamento Vasco en las elecciones de 1990, no volvió a presentarse a los comicios municipales,  ni a los forales del año siguiente y fue sustituido en la alcaldía por el también socialista Carlos Pera.

### Parlamento Vasco y Senado
En las elecciones al Parlamento Vasco de 1990 fue elegido diputado de la lista del PSE-EE en Vizcaya. Durante la IV legislatura fue presidente de la Comisión de Incompatibilidades. En las autonómicas de 1994 ocupó la  sexta posición de la lista del partido y no logró revalidar su escaño, aunque poco después volvió al Parlamento sustituyendo a la diputada Rosa Díez. Durante la V legislatura fue presidente de la Comisión de Ordenación Territorial y Transportes. En las elecciones de 1998 no volvió a presentarse.
El 26 de mayo de 1999 tomó posesión como senador por Vizcaya en las Cortes Generales en sustitución de Ramón Rubial, fallecido dos días antes. Orrantia se había presentado en las elecciones generales de 1996 como suplente del veterano senador. Se mantuvo en la cámara alta hasta finalizar la VI legislatura.

### Presidencia del PSE de Vizcaya
Durante todo este periodo Txema Rodríguez Orrantia ocupó también la presidencia honoraria del PSE de Vizcaya. Así, ejerció como presidente de la federación vizcaína desde 1997, acompañando sucesivamente a los secretarios generales Patxi López; José Antonio Pastor, desde 2002; y Mikel Torres, desde 2014.

## Atentado terrorista
El 2 de mayo de 1988, siendo alcalde, unos terroristas colocaron un artefacto con un dispositivo de relojería en el automóvil de Txema Rodríguez Orrantia que estalló a medianoche, sin que hubiera que lamentar desgracias personales. La autoría fue atribuida a los Comandos Autónomos Anticapitalistas y se relacionó con el conflicto laboral que las asistentes de ayuda a domicilio libraban con el ayuntamiento al que reclamaban la municipalización del servicio.